# Adansonia za
Adansonia za es una especie de árbol perteneciente al género Adansonia. Es originario de Madagascar.

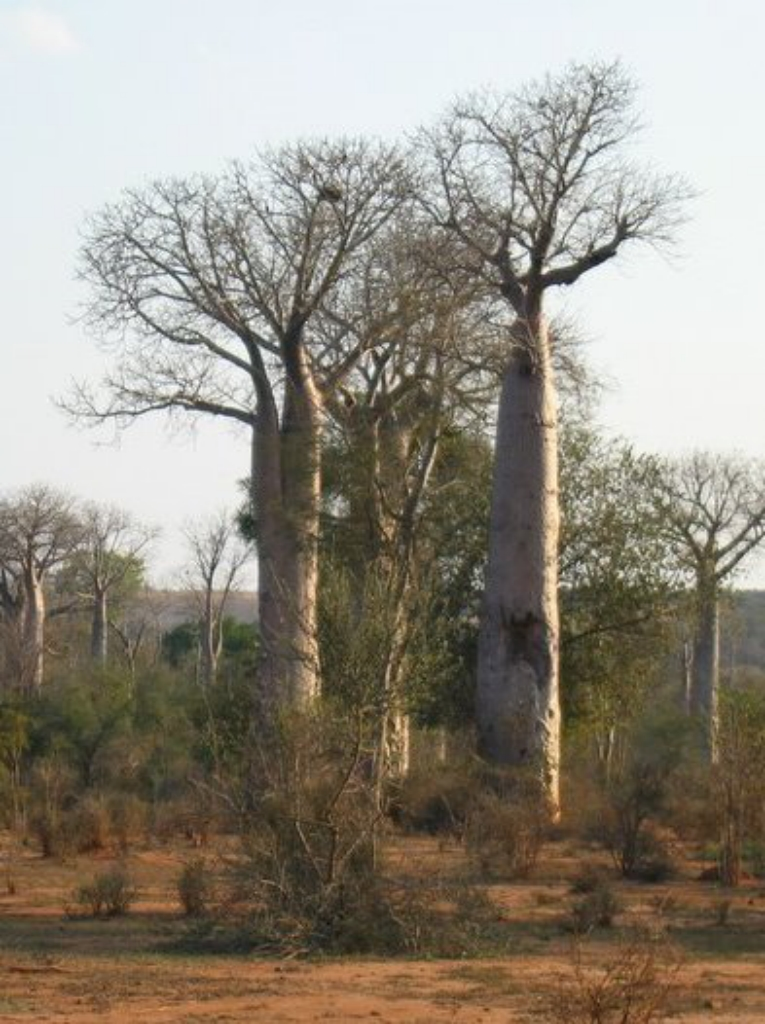
Vista del árbol

## Distribución y hábitat
Crece desde el extremo sur hasta el noroeste de Madagascar. El tronco es cilíndrico y muchas veces irregular. Las semillas son comestibles y el tronco se usa a menudo como depósito de agua.

## Taxonomía
Adansonia za fue descrita por  Henri Ernest Baillon y publicado en Bulletin Mensuel de la Société Linnéenne de Paris 2: 844–845. 1890.
Etimología
Adansonia: nombre científico que honra al sabio francés de origen escocés que describió por primera vez a éste árbol, Michel Adanson (1737-1806), y deriva directamente de su apellido.
za: epíteto
Sinonimia
- Adansonia bozy Jum. & H.Perrier (1910)
- Adansonia za var. bozy (Jum. & H.Perrier) H.Perrier (1952)
- Adansonia alba Jum. & H.Perrier (1909)
- Adansonia za var. boinensis H.Perrier (1952)[3]